# Residencia en la Tierra
Residencia en la Tierra es un libro del poeta chileno Pablo Neruda compuesto por dos partes, la primera escrita entre 1925 y 1931, mientras que la segunda fue escrita entre 1931 y 1935. Se trata de un poemario en el que el autor se aleja de la simplicidad de su obra anterior (en especial de la exitosa Veinte poemas de amor y una canción desesperada) y se adentra en las técnicas surrealistas, dando lugar a un lenguaje hermético y metafísico.
La primera edición de la obra, conocida como Primera Residencia fue publicada en 1933 por Editorial Nascimento en Santiago, mientras que en 1935 se publicó en Madrid la edición definitiva de la obra, al cuidado de Ediciones el Árbol, en la que se agregaron nueve poemas a los ya publicados en 1931, los que conformarían la llamada Segunda Residencia. La edición de 1935 se considera como la primera publicación completa de la obra.
Con la publicación de España en el corazón Neruda ya adelantaba la eventual publicación de una Tercera Residencia, al indicar en una «Nota del autor» que dicha obra «forma parte del tercer volumen de Residencia en la Tierra». En 1947 se publicaría por Editorial Losada en Buenos Aires esa Tercera Residencia, obra que cerró el llamado «ciclo de las Residencias». En ella se incluirían poemas escritos entre 1935 y 1945, entre los que se encuentran «España en el corazón», «Las furias y las penas», «Canto de amor a Stalingrado» y «Nuevo canto de amor a Stalingrado», además de otros trabajos inéditos. Esta última Residencia se suele considerar como una suerte de continuación de la obra anterior que forman las dos primeras partes, más que como parte integral de la misma.